# Shannon Leitz
Shannon Leitz (San Diego) és enginyera en seguretat de la informació i líder de DevSecOps de Intuit on és la responsable d'establir i conduir l'estratègia de seguretat del núvol de l'empresa. Anteriorment, va treballar per ServiceNow i Sony on va dirigir l'enginyeria de seguretat. Lietz posseeix una llicenciatura en ciències biològiques pel Mount Saint Mary's College de Los Angeles.
En 2014, Leitz va rebre el Premi Scott Cook per desenvolupar un innovador Programa de Seguretat en el Núvol que permet protegir les dades sensibles en AWS.